# Mój Kraj (hymn państwowy)
Mój Kraj – hymn państwowy Iraku w latach 1958–1965 oraz 2003–2004. Nie posiadał słów, a muzykę skomponował Lewis Zanbaka.